# Баґна (Хойницький повіт)
Баґна (пол. Bagna, нім. Josephsberg) — село в Польщі, у гміні Черськ Хойницького повіту Поморського воєводства.
У 1975-1998 роках село належало до Бидгощського воєводства.